# 329 Svea
329 Svea је астероид главног астероидног појаса са пречником од приближно 77,80 km.
Афел астероида је на удаљености од 2,533 астрономских јединица (АЈ) од Сунца, а перихел на 2,418 АЈ.
Ексцентрицитет орбите износи 0,023, инклинација (нагиб) орбите у односу на раван еклиптике 15,885 степени, а орбитални период износи 1423,279 дана (3,896 године).
Апсолутна магнитуда астероида је 9,66 а геометријски албедо 0,039.
Астероид је откривен 21. марта 1892. године.